# Klosters
Klosters er en mindre by i kommunen Klosters-Serneus i distriktet Prättigau/Davos i den schweiziske kanton Graubünden med 4.437(2017) indbyggere. Indtil 1973 hed kommunen Klosters.
Byen er en velkendt skidestination, som ligger ca 150 km fra Zurich, der har den nærmeste internationale lufthavn. Klosters ligger kun 10 km fra Davos.

## Historie
Klosters blev første gang nævnt i 1222 som ecclesiam sancti Iacobi. I 1436 omtaltes byen som zuo dem Closter

## Transport

### Landevejstrafikken
Byen har i mange år været plaget af en tæt gennemgående biltrafik gennem byen bl.a. til og fra Davos. I 2005 åbnede en omfartsvej udenom byen, bestående af Gotschnatunnel ind gennem bjerget og den flotte vejbro Sunnibergbroen over dalen.

### Jernbane
Klosters er en stationsby og har forbindelse med Landquart til den ene side og Davos den anden vej. Klosters station er samtidig udgangspunkt for de lokale busser.

### Svævebaner
Klosters er kendt som det foretrukne skisportssted for den britiske kronprins Prins Charles, og en af gondolerne i svævebanen Gotschnabahn i Klosters Platz hedder "Prince of Wales", opkaldt efter ham.
Den nyeste af byens svævebaner er "Madrisabanen", der fører op til det store udflugtsområde Madrisa nord for byen. Banen blev indviet i efteråret 2005 og har sit udgangspunkt i Klosters Dorf. Banens bjergstation hedder Madrisa.

## Galleri
- Byen set fra Gotschnabahn
- Kommunekort
- Den spektakulære Sunnibergbro fra 2005, som leder den gennemgående landevejstrafik udenom Klosters